# Hydroporus sardomontanus
Hydroporus sardomontanus är en skalbaggsart som beskrevs av Pederzani, Rocchi och Schizzerotto 2004. Hydroporus sardomontanus ingår i släktet Hydroporus och familjen dykare. Inga underarter finns listade i Catalogue of Life.